# Agrotis obesula
Agrotis obesula är en fjärilsart som beskrevs av Smith 1887. Agrotis obesula ingår i släktet Agrotis och familjen nattflyn. Inga underarter finns listade i Catalogue of Life.